# NAT Port Mapping Protocol
NAT Port Mapping Protocol - Protocolo de asignación de puertos (NAT-PMP) es un Proyecto de Internet de la Internet Engineering Task Force presentado por Apple Computer como una alternativa a la más común de Internet Gateway Device (IGD) normalizado de dispositivos de control de Protocolo aplicado en muchos traducción de direcciones de red (NAT) routers. Se introdujo en junio de 2005.
NAT-PMP le permite a una computadora que está en una red privada (detrás de un enrutador NAT) configurar automáticamente el enrutador para permitir que las partes fuera de la red privada puedan contactarse entre sí. NAT-PMP corre sobre UDP. Lo que hace esencialmente es automatizar el proceso de reenvío de puertos.
Es un método incluido en el protocolo NAT para recuperar la dirección IP pública de un gateway NAT, permitiendo así que un cliente pueda hacer de esta dirección IP pública y del número de puerto conocido a un par que desee comunicarse con él. Este protocolo se aplica en los actuales productos de Apple incluyendo Mac OS X Tiger 10.4 y 10.5 Leopard, AirPort Extreme y AirPort Express productos de red, y Bonjour para Windows.
NAT-PMP es el predecesor del Port Control Protocol (PCP).

## Productos que admiten NAT-PMP
- BitTorrent, cliente de Bittorrent.
- Bitcomet, cliente de Bittorrent.
- Colloquy, cliente de IRC.
- Crashplan, un programa de copias de seguridas externas.
- Deluge, cliente de BitTorrent multiplataforma.
- Diluvio, cliente de Bittorrent para compartir archivos
- FarFinder, una aplicación de acceso a archivos remotos para OS X.
- Flush, un cliente de Bittorrent para Linux.
- FreeSWITCH, una plataforma de telefonía de código abierto.
- Folx, un gestor de descargas para Mac, usado para torrents y descargas normales.
- Frostwire, un cliente Gnutella para compartir archivos.
- Limewire, un cliente Gnutella para compartir archivos.
- Mac OS X 10.4 o superior.
- µTorrent, otro cliente de Bittorrent
- Nicecast, un programa de streaming de música
- Port Map, un software para OS X para la configuración manual de mapeo de puertos.
- qBittorrent, un cliente de BitTorrent.
- Transmission, cliente de BitTorrent para compartir archivos.
- Vuze, cliente de BitTorrent para compartir archivos.
- RetroShare
- Stallone, una implementación software dex NAT-PMP para linux/iptables: http://tedp.id.au/stallone/ Archivado el 6 de julio de 2011 en Wayback Machine.
- ShareTool, un programa VPN automatizado para OS X.
- MobileMe, servicio de sincronización para móviles de Apple Inc.
- Torrent reactor, un sitio web de Torrent.
- NANAYAW.

## Routers que soportan NAT-PMP
- AirPort Express
- AirPort Extreme
- DD-WRT
- OpenWrt con el demonio MiniUPnP[1]
- PfSense
- Mikrotik RouterOS v7
- Tomato